# سيزار لويس غونزاليس
سيزار لويس غونزاليس (بالإنجليزية: César Luis González)‏ هو عسكري أمريكي، ولد في 10 يونيو 1919 في Adjuntas, Puerto Rico ‏ في الولايات المتحدة، وتوفي في 22 نوفمبر 1943 في كاستلفترانو في إيطاليا.